# Явище низькотемпературного перетворення ядерної матерії
Явище низькотемпературного перетворення ядерної матерії (англ. low temperature nuclear matter transformation effect) — ініціація електромагнітним імпульсом самопідсилюючого кумулятивного процесу вибухового стиснення матеріалу мішені до ядерної надгустини, при якій в результаті повного ядерного переродження матерії стало можливим перетворення одних (наприклад, радіоактивних) ізотопів в інші (наприклад, стабільні)

.
Експерименти здійснювалися починаючи з 1999 року в Лабораторії електродинамічних досліджень ТОВ «Протон-21» (Україна, м. Київ, керівник проекту — кандидат технічних наук С. В. Адаменко, генеральний директор — А. Г. Кохно) з метою розробки принципів нової технології утилізації радіоактивних відходів, які утворюються внаслідок експлуатації сучасних АЕС.
НАН України висловила серйозні сумніви в істинності результатів. На думку директора інституту ядерних досліджень Івана Вишневського, висновки Станіслава Адаменка є лише його власною думкою, а швидше — фантазією. Таку ж думку поділяють деякі інші дослідники. Деякі ж дослідники вважають, що наведені експериментальні результати потребують серйозного розгляду. Перший заступник міністра МОН професор Андій Гурджій вважає, що слід здійснити додаткові дослідження, аби позбавитися неточностей в експериментах та отримати повторюваність результатів.

## Експеримент
Експериментальна установка нагадувала собою типовий «вакуумний діод», анод якого виготовлявся у вигляді голки для збільшення напруженості електричного поля. Як анод використовувалася технічно чиста мідь (99,99 %).
В ході експериментів було виявлено, що внаслідок вибухового стиснення мішень, в яку енергія поступає зовні, руйнується вибухом зсередини. Цей процес супроводжується радіальним розлітанням матеріалу мішені, з наступним осіданням його на накопичувальному екрані. Речовина, що осіла, має форму нерегулярно розсіяних крапель, кульок, плівок та інших форм.
Після руйнування вершини анода в різних місцях мішені було зафіксовано зміни хімічного складу.
Результати моделювання процесів стиснення атомів мішені електронними пучками в рамках класичної фізики представлені в чисельних роботах Адаменка

.